# Alfundão e Peroguarda
Alfundão e Peroguarda est une paroisse civile portugaise (en portugais : freguesia) de la municipalité de Ferreira do Alentejo dans le district de Beja. Elle est créée en 2013, par fusion des paroisses d'Alfundão et Peroguarda.

## Histoire
La paroisse est créée par la loi no 11-A/2013 du 28 janvier 2013 portant réorganisation administrative du territoire des freguesias, en fusionnant les paroisses d'Alfundão et Peroguarda. Son nom officiel est União das Freguesias de Alfundão e Peroguarda et son siège est fixé à Alfundão.

## Démographie
Lors du recensement de 2021, Alfundão e Peroguarda compte 1 287 habitants.